# Sweet Melody
〈Sweet Melody〉는 영국의 걸 그룹 리틀 믹스의 노래이다. 여섯 번째 정규 앨범 《Confetti》의 수록곡이다. 발매한지 3개월만, 1월9일 영국 싱글 차트 1위를 한 곡이다. 영국 축음기 협회(BPI) 인증 플래티넘 등급을 받은 곡이다.